# 初平
初平（しょへい）は、後漢の献帝劉協の治世に行われた最初（永漢を除く）の元号。190年 - 193年。

## 出来事
- 元年1月：関東諸州が袁紹を盟主として董卓討伐の軍を起こす。
- 元年2月：董卓による長安遷都。
- 3年 : 董卓が呂布により殺害される。

## 西暦・干支との対照表
| 初平 | 元年  | 2年   | 3年   | 4年   |
| 西暦 | 190年 | 191年 | 192年 | 193年 |
| 干支 | 庚午  | 辛未  | 壬申  | 癸酉  |